# Балка Сидорівка
Балка Сидорівка (Ручай Сидорів)  — балка (річка) в Україні в Устинівському районі Кіровоградської області. Ліва притока річки Інгулу (басейн Південного Бугу).

## Опис
Довжина балки приблизно 11,65 км, найкоротша відстань між витоком і гирлом — 9,85  км, коефіцієнт звивистості річки — 1,18 . Формується декількома струмками та загатами.

## Розташування
Бере початок на південно-західній стороні від села Мар'янівки. Тече переважно на південний захід через село Степове і на північній околиці села Седнівки впадає у річку Інгул, ліву прнитоку Південного Бугу.

## Цікаві факти
- У селі Степове балку перетинає автошлях Т 1216[3] (автомобільний шлях територіального значення в Кіровоградській області. Проходить територією Кропивницького району через Компаніївку — Устинівку. Загальна довжина — 43,5 км.).
- У XX столітті на балці існували газгольдер та газові свердловини[2].